# لین هویین
لین هویین (انگلیسی: Lin Huiyin; ۱۰ ژوئن ۱۹۰۴ – ۱ آوریل ۱۹۵۵) نویسنده، معمار، شاعر اهل چین بود. او زمانی در ایالات متحده به نام فیلیس لین یا لین وی یین نیز شناخته می‌شود. او به عنوان اولین معمار زن در چین مدرن و همسرش معروف به پدر معماری مدرن چینی، لیانگ سیچنگ شناخته می‌شود، که هر دو به عنوان بنیانگذار و هیئت علمی در دپارتمان معماری تازه تأسیس دانشگاه شمال شرقی چین در سال ۱۹۲۸ کار می‌کردند. پس از سال ۱۹۴۹ به عنوان استاد در دانشگاه چینهوا در پکن مشغول به فعالیت شدند. لیانگ و لین کار مرمت و بازسازی مکان‌های میراث فرهنگی چین را در دوره جمهوری چین پس از امپراتوری چین آغاز کردند. علاقه ای که او تا آخر عمر به دنبالش بود. مایا لین هنرمند آمریکایی خواهرزاده اوست.

## زندگی

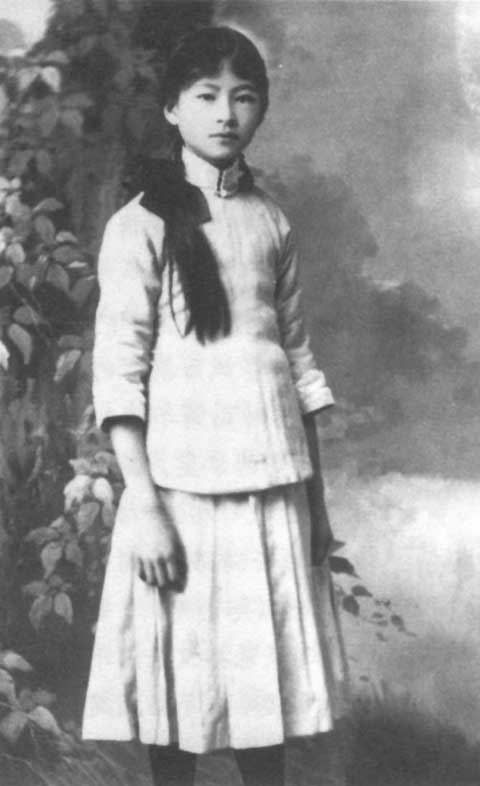
لین هویین در جوانی

لین در هانگژو به دنیا آمد اگرچه خانواده او اهل مینهو بودند. او دختر لین چانگمین (林長民) (۱۶ سپتامبر ۱۸۷۶ - مینهو، ۲۴ دسامبر ۱۹۲۵) و هی ژوایان (何雪媛) (۱۸۸۲–۱۹۷۲) بود. در زمانی که زنان دسترسی محدودی به آموزش رسمی داشتند، لین به دلیل عضویت در یک خانواده ثروتمند توانست آموزش رسمی دریافت کند. به دلیل ثروت خانواده‌اش، او می‌توانست با پدرش سفرهای زیادی داشته باشد. او مدرک خود را در انگلستان و همچنین ایالات متحده دریافت کرد. در آنجا بود که او با شاعر مشهور چینی خو ژیمو آشنا شد. رابطه آنها بخش هیجان انگیزی از زندگی لین هویین بود و در حکایات عاشقانه به آن اشاره شده‌است. با این حال، آثار لین بسیار مورد توجه قرار گرفته‌است. لین شعر آزاد، رمان و نثر می‌نوشت. اشعار لین در نشریاتی مانند پکن مورنینگ پست، ماهنامه کرسنت، شعر و دیپر در تیانجین منتشر شد.
در سال ۱۹۲۴، لین و لیانگ سیچنگ هر دو در دانشگاه پنسیلوانیا ثبت نام کردند. در آنجا او همچنین به عنوان دستیار پاره وقت در بخش معماری کار می‌کرد. اگرچه هر دوی آنها می‌خواستند در دانشکده معماری شرکت کنند، لین به دلیل اینکه زن بود پذیرفته نشد؛ بنابراین او در دانشکده هنرهای زیبا ثبت نام کرد. بعداً در برنامه‌های طراحی صحنه در دانشگاه ییل به عنوان دانشجوی کارشناسی ارشد ثبت نام کرد و علاقه دیرینه خود را به درام دنبال کرد. او همچنین در دوران تحصیل اشتیاق خود را به معماری با شرکت در کلاس‌های معماری دنبال کرد. اینجا بود که لین به همراه لیانگ سیچنگ، همسر آینده‌اش که از کودکی او را می‌شناخت، عشق خود به معماری را دنبال کردند.
در آوریل ۱۹۲۴، شاعر و فیلسوف رابیندرانات تاگور در شصت و چهار سالگی از چین بازدید کرد، لین هویین و شو ژیمو با هم کار کردند تا کار تفسیری را برای تاگور انجام دهند، که طی آن لین هویین با زبان انگلیسی روان خود شناخته شد و تحسین تاگور را نیز برانگیخت.

## حرفه

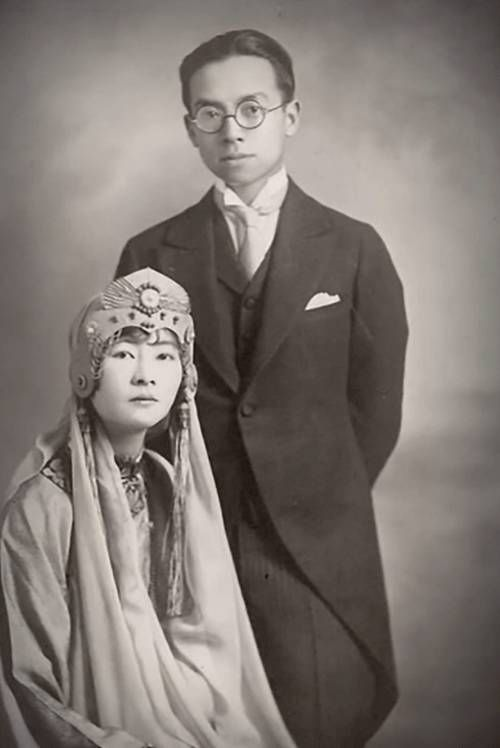
عکس عروسی لیانگ سیچنگ و لین هویین

در پی حادثه ۱۸ سپتامبر یا حادثه موکدن، لین به پکن رفت و در آنجا معماری باستانی چین را مطالعه کرد. پس از بازگشت، او به تأسیس دپارتمان معماری در دانشگاه نورث ایسترن در شنیانگ کمک کرد و سپس به‌طور مختصر به تدریس معماری پرداخت. در همین حال، در سال ۱۹۲۸، او یک ایستگاه راه‌آهن در جیلین طراحی کرد. این یکی از معدود ساختمان‌هایی بود که لین طراحی کرد. در طول دهه ۱۹۳۰، لین و همسرش در بیپینگ، به طوری که پکن نامیده می‌شد، در نزدیکی خانواده‌هایشان زندگی می‌کردند. دوستان صمیمی ان‌ها در آن زمان ویلما و جان کی فیربنک آمریکایی بودند. او سعی کرد روی سقف کاخ امپراتور قدم بزند و زمانی که در سال ۱۹۳۷، به‌طور اتفاقی سالن اصلی معبد فوگوانگ را در نزدیکی دوچوان کشف کرد. این تالار تنها سازه چوبی باقی مانده از سلسله تانگ بود که در آن زمان شناخته شده بود.
با نزدیک شدن به تهاجم ژاپن، لین هویین و همسرش مجبور شدند در سال ۱۹۳۷ کار بازسازی و نویدبخش خود را از سایت‌های میراث فرهنگی پکن کوتاه کنند و حیاط خانه معروف خود را در پکن رها کردند تا همراه با پرسنل و مواد دپارتمان معماری به سمت جنوب فرار کنند. مهاجرت آنها و فرزندانشان را به سکونتگاه‌های موقت در شهرهای تیانجین، کونمینگ و سرانجام لیژوانگ در سال ۱۹۴۰ کشاند. در لیژوانگ هنگامی که لین در بستری بود و از سل رنج می‌برد، خبر کشته شدن برادر کوچکترش را در حین خدمت به عنوان خلبان جنگی در نیروی هوایی در دفاع از سیچوان دادند. لین یادبودی شاعرانه برای او نوشت.
پس از سال ۱۹۴۹، لین هویین استاد معماری در دانشگاه چینهوا شد. به عنوان یک نویسنده ادبی و مورخ معماری، لین هویین پایتخت را با جنبه‌های سنت فرهنگی، زیبایی معماری، اهمیت تاریخی و شرایط زندگی مردم بازسازی کرد. در همین حال، لین هویین در طراحی نشان ملی و بنای یادبود قهرمانان خلق شرکت کرد. لین الگوهای تاج گل را در پایه بنای یادبود قهرمانان خلق طراحی کرد. لین همچنین در استانداردسازی برنامه‌ریزی شهری پکن شرکت کرد. او در سال ۱۹۵۵ بر اثر بیماری سل درگذشت.

## آثار
لین هویین شعر، مقاله، داستان کوتاه و نمایشنامه می‌نوشت. بسیاری از آثار او به دلیل ظرافت، زیبایی و خلاقیت مورد ستایش قرار گرفتند. لین به همراه همسرش کتابی با عنوان «تاریخ تصویری معماری چین» نوشتند. در طی مهاجرت و فرار او از جنگ، لین به همراه همسرش به هزاران سایت معماری باستانی چین رفتند. او تحقیقاتی انجام داد و تاریخ معماری چین را حفظ کرد. آنها برای محافظت از بسیاری از ساختمان‌های قدیمی پکن در زمانی که بسیاری از بخش‌های شهر برای گسترش دولت شهری با خاک یکسان شده بود، سخت لابی کردند. او همچنین آثار انگلیسی را به چینی ترجمه می‌کرد.

## میراث
در اکتبر ۲۰۱۰، به عنوان بخشی از احیای دستاوردهای زندگی لین هویین و همسرش، مستندی شش ساعته و هشت قسمتی دربارهٔ این زن و شوهر پخش شد. این مستند با نام Liang Sicheng Lin Huiyin به کارگردانی Hu Jingcao ساخته شده‌است. اگرچه لین در طول زندگی خود با توجه به جنسیتش این شناخت را دریافت نکرد، اکنون میراث او دوباره احیا شده‌است. در سال ۲۰۱۸، نیویورک تایمز برای لین هویین و همسرش یک مراسم ترحیم با تأخیر نوشت.